# 배재성 (기자)
배재성(裵在成, 1963년 1월 3일 ~ )은 대한민국의 KBS 기자로 30년간 스포츠 취재기자로 활동한 스포츠전문가이다. KBS 스포츠부장과 스포츠국장, 홍보실장,KBSN 부사장,KBS스포츠 대표이사 등을 거쳐 보도논설,해설위원으로 활동하고 있고, 현재 한국스포츠미디어 학회장을 역임하고 있다.

## 학력
- 동해광희중학교
- 강릉고등학교→대일고등학교
- 국민대학교 경영학과 학사
- 동국대학교 대학원 신문방송학 석사
- 한양대학교 대학원 체육학 박사

## 경력
- 1987년 11월 9일 KBS공채 15기 입사
- 2008.01 ~ 2010.01 KBS스포츠 취재부장
- 2010.06 ~ 2012.12 KBS 홍보실장
- 2012.12 ~ 2013.12 KBSN 부사장
- 2013.12 ~ 2015.12 KBS 보도본부 스포츠국장
- 2016.01 ~ KBS스포츠 대표
- 2018.01 ~ 2023.11 KBS 보도본부논설(해설)위원
- 2020.01 ~ 스포츠미디어학회 회장
- 2020.05 ~ 한국소비자원 소비자분쟁조정 위원
- 강원사랑회 회원

## 수상 및 상훈
- 2008 이길용 체육기자상
- 2010 대통령 표창
- 2010 한국방송대상 스포츠ㆍ제작ㆍ보도부문 개인상
- 2016 공공정책학회 정책대상